# بانک یونان
بانک یونان (یونانی: Τράπεζα της Ελλάδος) شرکت دولتی خدمات مالی و بانکداری یونانی است، که در سال ۱۹۲۷ تأسیس شد.